# Miss Mundo 1955
Miss Mundo 1955 fue la 5.ª edición anual de Miss Mundo, cuya final se celebró en el Lyceum Theatre de Londres, el 20 de octubre de 1955, el concurso fue organizado y animado por Eric Morley. Atrajo a 21 delegadas de todo el mundo. Al final del evento, la ganadora fue Susana Duijm de Venezuela. Fue coronada por la actriz británica Eunice Gayson, debido a que la Miss Mundo 1954 Antigone Costanda de Egipto, no asistió al certamen a causa de las hostilidades entre Egipto y Gran Bretaña por el canal de Suez.
Susana Duijm fue la primera venezolana en ser coronada Miss Mundo.

## Resultados
| Resultado final        | Candidata                                                     |
| ---------------------- | ------------------------------------------------------------- |
| Miss Mundo 1955        | - Venezuela – Susana Duijm (†)                                |
| 1.ª Finalista          | - Estados Unidos – Margaret Haywood                           |
| 2.ª Finalista          | - Grecia – Tzoulia Coumoundourou                              |
| 3.ª Finalista          | - Cuba – Gilda Marín                                          |
| 4.ª Finalista          | - Suecia – Anita Åstrand                                      |
| 5.ª Finalista          | - Francia – Gisele Thierry                                    |
| Semifinalistas (Top 8) | - Australia – Beverly Prowse - Austria – Felicitas von Goebel |

+ Susana Duijm falleció en Porlamar, isla de Margarita, Venezuela, el 18 de junio de 2016.

## Candidatas
21 delegadas concursaron en el certamen:
| País                | Delegada                      |
| ------------------- | ----------------------------- |
| Alemania Occidental | Beate Kruger                  |
| Australia           | Beverly Prowse                |
| Austria             | Felicitas von Goebel          |
| Bélgica             | Rosette Ghislain              |
| Ceilán              | Viola Sita Gunarate           |
| Cuba                | Gilda Marín                   |
| Dinamarca           | Karin Palm-Rasmussen          |
| Estados Unidos      | Margaret Anne Haywood         |
| Finlandia           | Mirva Orvakki Arvinen         |
| Francia             | Gisele Thierry                |
| Grecia              | Tzoulia Georgia Coumoundourou |
| Holanda             | Angelina Kalkhoven            |
| Honduras            | Pastora Pagán Valenzuela      |
| Irlanda             | Evelyn Foley                  |
| Islandia            | Arna Hjorleifsdóttir          |
| Israel              | Miriam Kotler                 |
| Italia              | Franca Incorvaia              |
| Mónaco              | Josette Travers               |
| Reino Unido         | Jennifer Chimes               |
| Suecia              | Anita Åstrand                 |
| Venezuela           | Carmen Susana Duijm Zubillaga |

### No concretaron su participación
- Egipto - Gladys Hoene (No asistió a causa de las hostilidades entre Egipto y Gran Bretaña por el canal de Suez).

## Sobre los países en Miss Mundo 1955

### Debut
- Australia
- Austria
- Cuba
- Honduras
- Islandia
- Venezuela

### Retiros
- Egipto
- Suiza
- Turquía

### Regresos
- Israel y  Mónaco compitió por última vez en Miss Mundo 1953.

### Crossovers
| Miss Universo - 1955: Cuba - Gilda Marín - 1955: Honduras - Pastora Pagán Valenzuela (Top 15 Semifinalistas) - 1955: Venezuela - Susana Duijm (Top 15 Semifinalistas) | Miss Europa - 1954: Australia - Beverly Prowse - 1955: Dinamarca - Karin Palm-Rasmussen - 1955: Holanda - Angelina Kalkhoven - 1956: Bélgica - Rosette Ghislain |